# Die tugendhafte Frau
Die tugendhafte Frau ist ein orientalisches Märchen aus den Geschichten aus Tausendundeiner Nacht. In der Arabian Nights Encyclopedia wird sie als ANE 128 gelistet.
In der Kurzgeschichte kommt einer der Unzucht angeklagten Frau der Prophet Daniel zu Hilfe.

## Handlung
Unter denen Kindern Israels lebte eine tugendhafte Frau, die jeden Tag ins Gebetshaus ging und sich im Garten daneben wusch. Eines Tages kamen die beiden Aufseher des Gartens und wollten sie zur Unzucht verleiten, doch sie wies sie ab, wonach sie drohten, sie als Buhlerin anzuklagen. Die Frau erklärte, Gott werde sie schützen, worauf die Männer sie anklagten. Nach dem damaligen Gesetz wurde sie drei Tage eingesperrt, um dann zur Steinigung geführt zu werden. Als man sie steinigen wollte, folgte ihr der Prophet Daniel, der damals zwölf Jahre alt war und hier sein erstes Wunder ausübte. Er sagte: »Übereilt euch nicht, lasset mich die Wahrheit untersuchen.« Man errichtete ihm einen Thron; er setzte sich darauf, trennte die beiden Männer – er war der erste, der die Zeugen voneinander absonderte – und fragte jeden, was er gesehen, wobei die Männer unterschiedliche Antworten gaben. Daraufhin vernichtete Gott mit einem Donnerschlag die beiden Männer, und die Unschuld der Frau wurde klar. Das ist die erste öffentliche Handlung des Propheten Daniel.

## Hintergrund
Die Geschichte ist eine abgewandelte Form der biblischen Erzählung Susanna im Bade im Buch Daniel (Kap. 13). Sie findet sich ebenso in Masâri' al-'ushshâq von Ibn al-Sarradsch (gest. 1106) und Tazyîn al-aswâq von Dawud al-Antaki (gest. 1599). Die Kalkutta-II-Edition diente als Vorlage für die Sammlung von Richard Francis Burton.

## Ausgaben
- Gustav Weil: Tausend und eine Nacht – Arabische Erzählungen, Karl Müller Verlag, Erlangen 1984 (Erstausgabe 1839), Band 4, S. 69f.
- Enno Littmann: Die Erzählungen aus den tausendundein Nächten, Insel Verlag, Frankfurt 1968, Band 3, S. 508f.